# Мікі Адамс
Мікі Адамс (англ. Micky Adams, нар. 8 листопада 1961, Шеффілд) — англійський футболіст, що грав на позиції захисника. По завершенні ігрової кар'єри — тренер.
Виступав за ряд англійських клубів, зокрема у вищому дивізіоні за клуби «Ковентрі Сіті» та «Саутгемптон».

## Ігрова кар'єра
Народився 8 листопада 1961 року в місті Шеффілд. Вихованець футбольної школи клубу «Шеффілд Юнайтед», куди потрапив у віці дванадцяти років. Професійним гравцем став в команді третього дивізіону «Джиллінгем» в 1979 році, завоювавши місце в першій команді. У 1983 році перейшов в «Ковентрі Сіті», який грав у першому дивізіоні. Він провів чотири роки в «Ковентрі Сіті», потім перейшов грати в «Лідс Юнайтед» в 1987 році.
У 1989 році Адамс був куплений «Саутгемптоном» за 250 тис. фунтів, в цьому клубі він провів п'ять років. Потім він відданий в оренду в «Сток Сіті» в 1994 році, в кінці того ж року підписав контракт з «Фулгемом». У березні 1996 року Адамс був призначений граючим тренером. У «Фулгемі» був названий кращим тренером третього дивізіону.
Незважаючи на успіх він був звільнений з «Фулгема», його наступним клубом став «Свонсі Сіті», де протримався менше двох тижнів у жовтні 1997 року. У листопаді 1997 року Адамс очолив «Брентфорд», але був звільнений після того, як його клуб вилетів в третій дивізіон. У тому ж році він завершив кар'єру гравця.

## Кар'єра тренера
Завершивши кар'єру граючого тренера, Адамс приєднався до «Ноттінгем Форест», як помічник менеджера під Дейва Бассетта. Бассетт був звільнений у січні 1999 року, і таким чином Адамс був головним тренером команди протягом одного матчу Прем'єр-ліги, до того як Рон Аткінсон був призначений заміною Бассетта.
Першим же повноцінним тренерським досвідом для Адамса став «Брайтон енд Гоув», який Мікі очолив у квітні 1999 року. На початку 2000 року за ініціативи Адамса було підписано за 100 тис. фунтів Боббі Замору, який став єдиним придбанням Мікі на посаді тренера клубу. Замора у сезоні 2000/01 став найкращим бомбардиром Третього дивізіону і допоміг команді зайняти перше місце та підвищитись у класі. Паралельно Адамс у сезоні 2000/01 вдруге у своїй кар'єрі був визнаний найкращим тренером Третього дивізіону.
У жовтні 2001 року Адамс залишив «Брайтон», щоб стати помічником менеджера Дейва Бассетта в «Лестер Сіті». Пітер Тейлор, колишній менеджер «Лестера», був призваний завершити сезон «Брайтона». Адамс пішов на цей крок, намагаючись наблизитися до своєї мети керувати клубом Прем'єр-ліги. Проте результати команди буле невтішні, і в квітні Бассетт був звільнений, а Адамс став головним тренером клубу, проте не зумів його врятувати від вильоту з Прем'єр-ліги. Тим не менш Адамс залишився у клубі і з першої спроби повернув команду в еліту. Проте і друга спроба роботи в Прем'єр-лізі для Адамса не вдалась. На додачу до невдалих результатів у березні 2004 року один із лідерів клубу Френк Сінклер був заарештований разом з двома одноклубниками, Полом Діковим і Кітом Гіллеспі, за звинуваченням у сексуальному домаганні. Пізніше звинувачення були зняті, і гравців випустили на свободу, проте команда зайняла 18 місце і знову вилетіла в Чемпіоншип. Влітку 2004 року клуб втратив свого талісмана турецького півахисника Муззі Ізетта. Адамс заявляв про своє занепокоєння тим, що не зможе повернути команду в еліту і подав у відставку в жовтні 2004 року після невдалого старту кампанії Чемпіоншипу.
У січні 2005 року Адамс повернувся до керівництва у Чемпіоншипі, очоливши «Ковентрі Сіті», в якому колись виступав як гравець. З командою у тому сезоні він зумів зберегти прописку в еліті, а на наступний мав на меті вийти до Прем'єр-ліги, проти зайняв лише 8 місце. Перед сезоном 2006/07 клуб підсилився Крістофером Бірчеллом, проте команда після вдалого старту почала виступати слабко, і 17 січня 2007 року, після того як клуб опустився на 16 місце, Адамс був звільнений.
У липні 2007 року Адамс був призначений помічником менеджера «Колчестер Юнайтед» Герайнта Вільямса, але залишив цю посаду у січні 2008 року, заявивши, що хоче повернутися до самостійної тренерської роботи.
У травні 2008 року Адамс повернувся до керма у «Брайтон енд Гоув». Однак вже в лютому 2009 року Адамс покинув клуб за «взаємною згодою» (хоча він заявляв, що хоче залишитися) через погані командні виступи. Пізніше він визнав, що було помилкою повернутися до «Брайтона», і що він повинен був натомість шукати нову можливість в інших місцях.
У червні 2009 року Адамс очолив «Порт Вейл», де з невеличкою перервою на півроку на роботу з «Шеффілд Юнайтед», працював аж до вересня 2014 року.
У сезоні 2014/15 тренував «Транмер Роверз», після чого другу половину 2015 року очолював ірландський «Слайго Роверс». Виконавши свою мету врятувати клуб від вильоту, він вирішив залишити клуб наприкінці сезону 2015 і повернутися до Англії, щоб бути зі своєю родиною.

## Титули і досягнення
«Фулгем»
- Тренер сезону третього дивізіону: 1996/1997

«Брайтон енд Гоув Альбіон»
- Тренер місяця третього дивізіону: Вересень 2000
- Тренер сезону третього дивізіону: 2000/01
- Тренер місяця другого дивізіону: Вересень 2001

«Лестер Сіті»
- Тренер місяця першого дивізіону: Вересень 2002

«Ковентрі Сіті»
- Тренер місяця чемпіоншіпа: Квітень 2005

«Порт Вейл»
- Тренер місяця чемпіоншіпа: вересень 2010, листопад 2010 вересень 2012